# Morval
Morval település Franciaországban, Pas-de-Calais megyében. Lakosainak száma 87 fő (2022. január 1.). Morval Le Transloy, Combles, Ginchy, Lesbœufs és Sailly-Saillisel községekkel határos.

## Népesség
A település népességének változása:
| Lakosok száma | 99   | 94   | 94   | 92   | 91   | 89   | 88   | 87   |
|               | 2013 | 2015 | 2017 | 2018 | 2019 | 2020 | 2021 | 2022 |